# Rocks
Rocky Soekha (Suriname, 7 december 1981), beter bekend als Rocks, is een Nederlands rapper en producer uit Amsterdam. Rocks is de frontman van de Tuindorp Hustler Click (THC) die hij samen met vrienden rond 1996 oprichtte in de wijk Tuindorp Oostzaan in Amsterdam-Noord. Daarnaast is hij samen met d'Tuniz de oprichter en eigenaar van THC Recordz, het label van de rapgroep. De rappers van de groep worden tegenwoordig gezien als de grondleggers van de Nederlandse straatrap. Rocks heeft een zeer diverse stijl, maar staat bekend om zijn realistische en gevoelige teksten over zijn leven en dat van zijn vrienden. Dit alles brengt hij over met zijn plat Amsterdamse accent.

## Discografie

### Albums
Studioalbums
- BN'er (Bekende N.i.g.g.a) (2008)
- Doen of Doodgaan (2017)

Mixtapes
- #1 Rocks van de THC (2001)
- Rocky 1 (2008)
- Rocky 2 (2013)

### Nummers
Videoclips
- 2009 - Niet naar Huis (met Rotjoch)
- 2009 - Niet Naar Huis (Remix) (met Jayh, Big2, Mr. Menaze, Rotjoch, Naffer, Badboy Taya, Lange Frans, Brainpower, Kempi & RB Djan)
- 2012 - Sta weer Klaar (met RB Djan)
- 2013 - Rennend
- 2017 - Doen of Dood Gaan

### Samenwerkingen
Gastoptredens
| Jaar | Titel                                                    | Album                                           |
| ---- | -------------------------------------------------------- | ----------------------------------------------- |
| 2005 | Strijder (met Brace)                                     | Brace - Strijder                                |
| 2006 | Zwaar naar de klote (met Kimo & Nina)                    | Kimo & Nina - De Nationale Overname mixtape     |
| 2006 | Vele zijn fake (met Nino & Ado'nis)                      | Nino - Transmigratie                            |
| 2007 | Zwart in mijn zakken (met Kempi & Miss Sophie)           | Kempi - Mixtape 2: Rap 'n Borie                 |
| 2007 | Lik Mami (met Kempi)                                     | Kempi - Mixtape 3.1                             |
| 2008 | Welkom in de hel (met Flex)                              | Flex - 666 mixtape                              |
| 2008 | Meesterplan (met Big2)                                   | Big2 - Zin In mixtape                           |
| 2009 | Flink doen (met Dicecream)                               | Dicecream - De Blaastest                        |
| 2009 | Vlammen (met Mellamel & Flex)                            | Mellamel - Die Kleine                           |
| 2009 | Big baller (met Metz, Rotjoch & 3D)                      | Metz - 't Allerergste komt nog                  |
| 2010 | Ik ben hier (met Klemma)                                 | Klemma - Du Disciepel: The Rise of Jimmy Balans |
| 2010 | Ik kom er wel doorheen (met RB Djan)                     | RB Djan - #Code Willem                          |
| 2011 | De straat praat (met Badboy Taya)                        | Badboy Taya - Mama's Badboy                     |
| 2011 | Shoot 'm up (met Hydroboyz)                              | Hydroboyz - Hindabuilding!                      |
| 2011 | Fundament (met Kempi & Duvel)                            | Kempi - Het Testament van Zanian Adamus         |
| 2011 | New money (remix) (met R. Kay, Phatt & Priester)         | R. Kay - Drop de Bagage                         |
| 2011 | De troon (met RB Djan)                                   | RB Djan - De Onderbaas                          |
| 2012 | Spraakwaterval 2010 (met Extince, Gers Pardoel & Fresku) | Extince - De Winnaar Houdt Aan                  |
| 2012 | De troon (remix) (met Extince, RB Djan & Jiggy Djé)      | Extince - De Winnaar Houdt Aan                  |
| 2014 | Mama's Badboy 2 (met Badboy Taya, Harra & Mr Menaze)     | Badboy Taya - Mama's Badboy 2                   |
| 2014 | Kom et brengen (met Badboy Taya, Kleine Jay & Skinto)    | Badboy Taya - Mama's Badboy 2                   |
| 2015 | Kan niet naar huis (met Miggs de Bruijn)                 | Miggs de Bruijn - Miggstape                     |
| 2017 | Afeni Shakur (met Kempi & Sevn Alias)                    | verschillende artiesten - All Eyez On Us        |
| 2017 | West (met Sevn Alias & Josylvio)                         | verschillende artiesten - All Eyez On Us        |
| 2017 | 96 Barz (met Flex, RB Djan, Crooks, Mario Cash & Harra)  | Flex - Wolf                                     |
| 2018 | Laat geen traan voor me (met G-No)                       | G-No - Mijn Verhaal                             |
| 2019 | New Money (remix) (met R.Kay, Priester & Phatt)          | R.Kay - Drop de Bagage                          |